# La Piovana
La Piovana ist eine im Dialekt von Padua zwischen 1530 und 1532 abgefasste Komödie von Ruzante in fünf Akten. Sie wurde entweder am  10. Februar 1532 in Ferrara oder am 17. Februar 1533 in Padua uraufgeführt und 1548 erstmals als Buch veröffentlicht.
Der Name der Komödie bezieht sich entweder auf Nina, einer Person in La Piovana (La Piovana = das Mädchen aus Piove) oder auf die Komödie selbst (La Piovana = die Komödie aus Piove). Sie zeichnet sich gegenüber zeitgenössischen Komödien u. a. dadurch aus, dass sie nicht in der Stadt, sondern auf dem Land spielt.

## Personen der Handlung
- Siton
- Tura, Vater Ninas
- Maregale, Vater Sitons
- Nina
- Ghetta, Dienerin Ninas
- Slaverò, Kuppler
- Garbugio, Diener Sitons
- Daldura, Diener Turas
- Garbinello, Diener Maregales
- Resca, Ehefrau Sitons
- Bertevello, Fischer und Diener Turas
- weitere Personen: Osto (Wirt), Pescatore (Fischer), Armè (Bewaffnete Dorfbewohner)

## Inhalt

### Prolog
In der Literatur wird davon ausgegangen, dass der Prolog vom Diener Garbinello gesprochen wird. Wie auch in Ariosts La Cassaria (1508), Bibbienas La Calandria (1513), Trissinos La Sophonisba (1515) und in der ersten Fassung von Aretinos La Cortigiana (1525) wird die verwendete Sprache gerechtfertigt. Es handelt sich im Gegensatz zu den anderen drei genannten Komödien nicht um die Rechtfertigung des volgare gegenüber dem Latein, sondern, wie in der ersten Fassung von Aretinos La Cortigiana, eher um die Rechtfertigung der Verwendung des nicht-florentinischen regionalen Dialekts gegenüber der allgemein herrschenden Tendenz, Florentinisch als Literatursprache zu verwenden. Im Gegensatz zu Aretino geht es Ruzante jedoch nicht darum, die unterschiedlichen Personen in ihrem Dialekt sprechen zu lassen, sondern darum, ganze Theaterstücke im regionalen Dialekt abzufassen und aufzuführen. Im konkreten Fall soll der ländliche Dialekt von Padua verwendet werden. Garbinello räumt zwar ein, dass der Dialekt derb klinge, man könne allerdings mit dem Dialekt alles ausdrücken, was man auch in der, wenn man so will, Hochsprache ausdrücken könne. Ähnlich wie z. B. in Ariosts La Cassaria wird die Verwendung des Dialekts zudem damit gerechtfertigt, dass dieser den Menschen, die ihn sprächen, natürlich sei. Das Kriterium für das Natürliche ist für Garbinello das Wohlempfinden des Menschen. Natürlich sei folglich, was dem Menschen Freude bereite. Es wird zudem davon ausgegangen, dass die Sprache dem Publikum natürlich sei, d. h., dass das Publikum zumindest mehrheitlich aus Muttersprachlern des Dialekts von Padua besteht. Nach den sprachlichen Aspekten werden weitere Aspekte der Komödie begründet. Die aufgeführte Komödie wird nicht nur als neu, sondern paradoxerweise zugleich als alt gepriesen. Neu sei die Handlung, alt sei das „Gerüst“. Das Alter des „Gerüsts“ wird mit der Bewährtheit desselbigen begründet. Garbinello unterscheidet in Bezug auf Traditionen zwischen Bewährtheit und Altbackenheit. Im Gegensatz zu den Vortragenden der Prologe der oben genannten Theaterstücke ist sich Garbinello darüber bewusst bzw. bringt das Bewusstsein darüber zum Ausdruck, dass es sich bei seiner Rechtfertigung nicht um die erste ihrer Art handelt. Die Wiederholung begründet er mit einer zyklischen Geschichtsauffassung, nach der das Gleiche nach Jahrtausenden periodisch wiederkehrt. Des Weiteren ist von der Machart der Komödie die Rede. Das Antike werde zwar ausgegraben, jedoch nicht schlicht plagiiert, sondern den neuen Gewohnheiten angepasst. Den Autoren anderer Theaterstücke wirft Garbinello vor, es allen Recht machen zu wollen, indem sie das Florentinische oder eine andere Sprache gebrauchten, die nicht ihre Muttersprache sei. Die Folge eines solchen Umgangs mit Sprache sei der Verlust des „Eigenen“. Ähnlich Machiavellis Mandragola (1518) wird ein eventuelles Naserümpfen des Publikums angesichts einiger unmoralischer Szenen angesprochen. Garbinellos Abwehr ist jedoch ironisch gemeint, da es sich bei der eventuellen Reaktion der Zuschauer angesichts der „unmoralischen“ Szenen wohl eher um ein Vorurteil der Stadtbewohner gegenüber einer als bigott vorgestellten Landbevölkerung handelt. Die Szenen seien nicht nur für das Leben in der Stadt, sondern auch für das Landleben typisch. Ob die Imitation des Landlebens auf der Bühne gelungen ist, überlässt Garbinello dem Urteil des Publikums. Schließlich wird die Bühneneinrichtung vorgestellt. Auf der Bühne befindet sich eine Kirche. Es handelt sich dabei um die Kirche von Chioggia. Hinter der Kirche befindet sich das Meer. Bis zum Horizont sieht man ansonsten Obst- und Gemüsegärten, von denen aus die Menschen, die in der Komödie spielen, die Bühne betreten. Garbinello geht am Ende des Prologs ab, um Siton Platz zu machen.

### Erster Akt
Siton ist in Nina verliebt, doch der Kuppler Slaverò ist mit Nina verschwunden. Deshalb hat Siton die Suche nach Nina aufgenommen. Bei der Suche trifft er auf Daldura, dem Diener Turas. Es kommt zu einem längeren Gespräch zwischen den beiden, in dem vom Wesen der Liebe die Rede ist und in dem Daldura Siton im Scherz dazu auffordert, zu masturbieren, um sich von der Fixierung auf einen anderen Menschen zu heilen. Nach der Unterhaltung setzt Siton seine Suche nach Nina fort. Daldura erblickt indessen seinen Herrn, Tura, der sein durch einen Sturm schwer beschädigtes Haus (v. a. das Dach ist betroffen) verlässt. Dieser trägt ihm auf, das Haus (d. h. vor allem das Dach) renovieren zu lassen. Der Diener wendet sich wiederum an Maregale, der ebenfalls gerade sein Haus verlässt, und von dem Daldura glaubt, das zur Reparatur des Daches nötige Material zu erhalten. Von Maregale erfahren Daldura und der sich in der Nähe seines Diener befindende Tura, dass dieser seinen Sohn (wie sich später herausstellt: Siton) verloren habe: Der Kuppler Slaverò fange wehrlose Mädchen ein, bringe diese, wenn sie im heiratsfähigen Alter seien, in die Stadt und verkaufe sie schließlich an den Meistbietenden. Sein Sohn habe sich (ähnlich wie Erofilo und Caridoro in Ariosts La Cassaria) in eines der vom Kuppler zum Kauf angebotenen Mädchen verliebt. Maregales Frau habe von der Liebe ihres Sohnes erfahren und versucht, diese auf jede erdenkliche Weise zu unterbinden. Doch vergebens, denn ihr Sohn habe daraufhin völlig entnervt von seiner Mutter seine Eltern verlassen. Seit drei Monaten nun habe Maregale keine Nachricht von ihm. Maregale habe deshalb seine Frau verlassen und in Chioggia einen Gemüsegarten gepachtet, ohne jedoch, dass dies seine Frau abhalten würde, ihn zu besuchen. Als Maregale abgeht, gesteht Tura, dass ihn die Geschichte von Siton an seine eigene Tochter erinnert, die er im Krieg (d. h. im Krieg der Liga von Cambrai 1508–10) verloren hat.

### Zweiter Akt
Szenen 1–4
Daldura begutachtet die Schäden des vom Sturm zerstörten Dachs des Hauses seines Herrn. Vom Dach aus beobachtet er, wie Schiffbrüchige eines soeben gesunkenen Schiffes an Land gehen, darunter zwei Mädchen. Da Siton sich weiterhin über seine verschwundene Geliebte beklagt und er von Daldura gesehen wird, macht Daldura diesen auf die beiden gestrandeten jungen Frauen aufmerksam, damit er mit ihnen seine verlorengegangene Liebe kompensiere. Anschließend wird die Handlung sozusagen auf die beiden gestrandeten Mädchen fokussiert. Es handelt sich bei ihnen tatsächlich um Nina und ihre Dienerin Ghetta, die sich mit Mühe und Not an Land retten konnten. Nina, die ihr Schicksal beklagt, erzählt dabei (ähnlich wie Sophonisba in Trissinos gleichnamiger Tragödie und Callimaco in Machiavellis Mandragola, die jeweils ihre Vorgeschichte erzählen) ihre Lebensgeschichte. Schon als Mädchen sei Nina ihren Eltern geraubt und später an einen Mann verkauft worden. Als sie und der Mann heiraten sollten, sei sie diesem entrissen worden. Es handelt sich bei dem Verlobten offensichtlich um Siton, den sie zuletzt in Venedig gesehen habe. Nina und Ghetta hoffen, dass ihr Entführer und Zuhälter Slaverò bei dem Schiffbruch ums Leben gekommen seien. Der Gedanke, von Slaverò zur Prostitution gezwungen zu werden, ist für Nina schlimmer als der Tod. Ghetta hingegen sieht Sexarbeit eher als Vergnügen an. Das Gespräch zwischen Nina und Ghetta wird durch das Erscheinen Garbugios unterbrochen. Garbugio beklagt sich über Siton, seinen Herrn. Er sei durch die Suche nach Nina völlig überfordert. Garbugios Klage wird durch die Wiedererkennung Ninas und Ghettas unterbrochen. Von Nina erfährt Garbugio, dass sie und Ghetta nach der Entführung durch Slaverò im Wirtshaus eines Komplizen untergebracht wurden. Der Wirt habe Slaverò geraten, die beiden nach Apulien zu bringen, wo er ein weiteres Wirtshaus besitze und wo die beiden zur Prostitution gezwungen werden sollten. Nina vermisst infolge des Schiffbruchs eine Truhe mit Schmuck und Devotionalien. Diese Gegenstände dienten ihr als Beweis für ihre Identität – zumindest für ihren Vater, der sie daran erkennen könne. Garbugio versteckt die beiden jungen Frauen in der Dorfkirche und macht sich anschließend auf die Suche nach Slaverò, der seiner Meinung nach jeden Moment eintreffen könne.
Szenen 5–8
Indessen begibt sich Siton, der die beiden Frauen auf einen Wink Dalduras hin am Strands gesucht, aber nicht gefunden hat, nach Chioggia. Er hat beinahe die Hoffnung verloren, Nina wieder zu finden. Sollte er sie nicht in Chioggia finden, habe er sein Leben verspielt. Als Ghetta sich indessen im Auftrag einer Nonne zu Tura begibt, um einen Eimer Wasser zu holen, erblickt sie plötzlich Slaverò und dessen Komplizen, die den Schiffbruch offensichtlich ebenfalls überlebt haben und flieht wieder zurück in die Kirche. Slaverò und sein Komplize beschimpfen sich zunächst gegenseitig und machen sich gegenseitig für ihr Unglück, d. h. den Schiffbruch und den damit einhergehenden Verlust von Nina und Ghetta verantwortlich. Schließlich raufen sie sich jedoch wieder zusammen und beschließen, der ihnen verlustig gegangenen Frauen wieder habhaft zu werden. Indessen trifft Daldura, der Ghetta, den Eimer Wasser geben sollte auf Slaverò und dessen Komplizen und gerät über beide in Zorn, da er zu Recht vermutet, beide hätten Ghetta in die Flucht geschlagen (er wiederum hatte sich Hoffnungen gemacht, Ghetta zu verführen oder zum Geschlechtsverkehr bezwingen zu können). Er verjagt die beiden und begibt sich anschließend zur Kirche, um doch noch seinen Willen durchzusetzen.

### Dritter Akt
Als Daldura Ghetta das Wasser bringt, wird er von Garbugio aus der Kirche gejagt. Auf dem Heimweg kommen ihm Slaverò und sein Komplize entgegen. Aus Rache verrät Daldura den beiden den Aufenthaltsort der beiden jungen Frauen. Er warnt Slaverò und dessen Komplizen jedoch, dass Garbugio eifersüchtig auf die beiden wache. Garbugio wiederum, der angesichts der beiden auf ihn zukommenden Männer immer nervöser wird, weist Nina und Ghetta an, die Einrichtung der Kirche zu zerstören. Es folgt ein Wortgefecht zwischen Garbugio und den beiden anderen Männern. Beide Parteien versuchen sich gegenseitig einzuschüchtern. Am Ende des Wortgefechts täuscht Garbugio Angst vor und weicht in die Kirche zurück. Seine beiden Gegner folgen ihm und betreten schließlich die Kirche. Garbugio verlässt die Kirche (wie, wird aus der Handlung nicht ersichtlich), hält die Tür von außen zu und schreit um Hilfe bzw. alarmiert die Dorfbevölkerung. Tura, der auf das Geschrei Garbugios aufmerksam wird, fragt diesen, was geschehen sei. Garbugio behauptet, in der Kirche befänden sich zwei lutherische Bilderstürmer, die die Kircheneinrichtung zertrümmerten, um u. a. den Luxus der Kirchen und den Aberglauben, der bei vielen Gläubigen herrsche, anzuprangern und da sie gegen das Fasten und die Beichte seien. Schließlich kommen die von Garbugio und später auch von Tura gerufenen Menschen herbei und stürmen die Kirche, um Slaverò und seinen Komplizen gefangen zu nehmen. Garbugio begibt sich nach der Festnahme der beiden zu Siton.

### Vierter Akt
Szenen 1–6
Nachdem Slaverò und der Wirt überwältigt wurden und nun gefesselt in der Kirche liegen, stellt Tura fest, dass die größere der beiden Frauen ihn an seine Tochter erinnert. Von Garbugio erfährt er, dass die Tochter aus demselben Ort stammt, in dem Tura gewohnt hat, bevor er wegen des Krieges (siehe Erster Akt) nach Chioggia ziehen musste. Während Tura trotz der Bitte Garbugios aufgrund der Eifersucht der eigenen Frau Nina und Ghetta nicht bei sich, sondern beim von seiner Frau getrennt lebenden Nachbarn Maregale unterbringt, begibt sich Garbugio auf die Suche nach seinem Herrn Siton. Indessen beschließt Siton, der die Suche nach Nina aufgegeben hat, sich umzubringen. Maregale ist sich, als er Nina und Ghetta sieht, sicher, dass es sich bei Nina um die Geliebte seines Sohns Siton handelt. Offenbar hat Slaverò Nina Siton nicht nur entrissen, weil er sich im apulischen Wirtshaus seines Komplizen ein gutes Geschäft erhoffte, sondern auch, weil Siton ihm aufgrund des Geizes beider Elternteile den vereinbarten Kaufpreis für Nina nicht hat bezahlen können. Für ein Festmahl, in dem die Wiederkehr Sitons und dessen Zusammenkunft mit Nina gefeiert werden soll, hat Maregale jedoch offensichtlich genug Geld. Zu diesem Zweck begibt er sich auf den Markt, um die nötigen Speisen zu kaufen. Indessen zweifelt Garbinello, der Diener Maregales, an seinen Fähigkeiten als Erzbetrüger. Garbinello wurde am Vortag von Maregale zu seiner Frau Resca geschickt, um dieser das Geld für den von Slaverò für Nina geforderten Betrag abzuschwatzen. Selbst durch ein umständliches Lügenmärchen ist es Garbinello nicht gelungen, das Herz Rescas zu erweichen. Nicht nur aufgrund seines Ehrgefühls, sondern auch, weil er das Geld für andere Zwecke benötigt (die allerdings nicht verraten werden), begibt sich Garbinello erneut zu Sitons Mutter, um diese doch noch davon zu überzeugen, ihr das Geld zu geben. Als sich Garbinello erneut zu ihr aufmacht, kommt sie ihm gerade entgegen. Da sein ursprünglicher Plan nun aufgrund dessen geplatzt ist, muss er auf die Schnelle einen neuen ersinnen. Garbinellos erster Streich ist ihm wider Erwarten zumindest zum Teil gelungen, denn Maregales Frau hat sich immerhin dazu bewegen lassen, ihren Mann aufzusuchen und sich weiter über den Sachverhalt zu informieren.
Szenen 7–9
Bevor Resca das Haus Maregales betritt, verlässt Garbinello dasselbige und spielt eine Szene, um Resca doch noch zu überlisten. Er beklagt sich lauthals über sein Schicksal. Als Resca ihn fragt, was ihm widerfahren sei, erzählt er ihr, Maregale führe ein polygames Leben, denn er lebe mit zwei weiteren Frauen zusammen. Auf diese Weise erscheint die Abwendung Maregales von Resca für diese in einem völlig neuen Licht. Garbinello macht ihr gegenüber geltend, dass Maregale sein ausschweifendes Leben nicht führen könnte, wenn Siton bei seinen Eltern geblieben wäre. Dies wiederum wäre der Fall gewesen, wenn er den von Slaverò geforderten Betrag rechtzeitig erhalten hätte. Um ihren „Fehler“ wieder wettzumachen, gibt ihm Resca das Geld und entschließt sich dazu, sich von ihrem Mann zu trennen und mit ihrem Besitz bzw. ihrer Mitgift abzureisen. Garbinello ist sich des Durcheinanders bewusst, das er verursacht hat. Er nimmt es aber in Kauf, da er sich sicher ist, die Situation wieder ins Lot bringen zu können. Bevor die beiden bei Maregale untergekommenen Frauen von Resca aus dem Haus ihres Mannes geworfen werden, macht sich Garbinello davon und begibt sich zu Siton. Angesichts ihrer desolaten Situation beschließen Nina und Ghetta, sich wieder an Tura zu wenden, um ihn zu bitten, ihnen jemanden zu schicken, der sie zu ihrem Heimatort begleitet, um nicht erneut in die Fänge Slaveròs zu geraten. Indessen kehrt Maregale von seinen Einkäufen für das Festmahl heim. Er führt einen Fischer mit sich, der ihm das Festmahl zubereiten soll. Dem Fischer erzählt er beim Betreten seines Hauses im Scherz, dass er außerehelich mit zwei Frauen zusammenlebt und davon, wie sehr er seine Ehefrau hasst. Er hat jedoch nicht damit gerechnet, dass Resca sich in seinem Haus befinden und der Fischer in ihrem Beisein die Unterhaltung fortsetzen würde. Da Resca Garbinellos Lügenmärchen und ihre eigene Eifersucht bestätigt sieht und sich ihren Mann deshalb vorknöpft, für Maregale die Vorbereitung des Festmahls eine unglückliche Wendung nimmt, jagt Maregale in seinem Zorn den Fischer aus dem Haus.
Szenen 10–14
Indessen trifft sich Garbinello mit Siton und übergibt diesem das Geld, das ihm Resca gegeben hat. Siton benötigt das Geld, um seine Suche nach Nina fortsetzen zu können. Bei der Übergabe teilt Garbinello seinem Herrn mit, dass er Nina gefunden hat. Bevor Garbinello seinen Herrn zu Nina bringt, bittet er diesen, ihm zu Maregale zu folgen und seine Mutter zu besänftigen. Indessen entdeckt Bertevello, ein Fischer und zugleich Diener Turas, Ninas Truhe (siehe zweiter Akt, Szene 1–4) in seinem Netz. Kurz nach dem Fund malt er sich bereits eine rosige Zukunft aus, doch Garbugio (der Diener Sitons) hat die gesamte Szene beobachtet, fordert nun seinen Anteil am Fund und versucht Bertevelleo mit der Behauptung zu erpressen, er würde den Besitzer der Truhe kennen. Als Tura zusammen mit Nina und Ghetta, die ihn zuvor um Schutz und Geleit in ihre Heimat gebeten haben, zu den Streitenden hinzukommen, lässt Tura den Inhalt der Truhe überprüfen um anhand dessen festzustellen, ob die Behauptung Garbinellos wahr ist, dass es sich bei der Truhe um Ninas Truhe handelt. Bevor die Truhe geöffnet wird, zählt Nina zum Beweis, dass der Inhalt ihr gehört, diesen auf. Tura wiederum erkennt am Inhalt, dass Nina seine Tochter ist. Es kommt zu einer freudigen Wiedererkennungsszene. Die Zusammenkunft des Vaters und der Tochter soll nun gefeiert werden.

### Fünfter Akt
Szenen 1–3
Um das Durcheinander, das er in der Familie Maregales durch seinen Streich verursacht hat, wieder in Ordnung zu bringen, entschließt sich Garbinello zu einer neuen List. Garbinello gibt gegenüber Resca vor, eine wichtige Nachricht für sie zu haben, die er ihr allerdings unter der Bedingung erzählt, dass sie ihre Habseligkeiten wieder ins Haus ihres Mannes bringt. Die Nachricht besteht darin, dass Garbinello den Geldbetrag, den ihm Resca gegeben hat, mehr als verdreifacht hat. Zu diesem Zweck erzählt er ihr eine umständliche Geschichte und redet sich schließlich um Kopf und Kragen, so dass es ihm schließlich gelingt, Resca milde zu stimmen, da der Verstand und somit die Aufmerksamkeit der habgierigen Resca von Anfang an aussetzt. Garbinello geht es außerdem darum, Resca davon zu überzeugen, dass Nina keinesfalls eine schlechte Partie für ihren Sohn Siton ist.
Szenen 4–9
Indessen wird bei Tura die Wiederkehr Ninas gefeiert. Ninas Mutter kann nicht umhin, ihre Tochter immer wieder zu umarmen. Tura schickt Garbugio indessen zu Siton. Garbugio soll seinem Siton erzählen, dass Tura seine Tochter wiedergefunden hat und dass er sie mit Siton verheiraten möchte. Garbugio wiederum stellt Bedingungen an Tura. Tura soll Siton anhalten, Garbugio für seine Verdienste ein Stück Land zu überlassen und ihn mit Ghetta zu verloben. Ähnlich wie Ligurio in Szene 6 des vierten Akts in Machiavellis Mandragola (1518) hat Garbugio anschließend Schwierigkeiten, seinen verliebten Herrn zu finden. Indessen begibt sich Tura zu Maregale und bittet ihn darum, seinen Sohn mit seiner Tochter zu verheiraten. Anschließend beabsichtigt Tura in seinem Freudentaumel die Truhe ihrem „rechtmäßigen“ Besitzer, d. h. Bertevello zurückzugeben. Bertevello selbst glaubt nicht, dass Nina die rechtmäßige Besitzerin der Truhe ist und begibt sich indessen, um sich Genugtuung zu verschaffen, auf die Suche nach dem wahren Besitzer der Truhe, indem er naiverweise den Fund der Truhe lauthals kundtut. Slaverò ist dem antiprotestantischen Lynchmob entkommen, da die Frau des Küsters ihn aus Mitleid freigelassen hat. Sein Komplize wurde vorher in die Freiheit entlassen, da dieser Slaverò verleugnet hatte. Trotz seiner Untaten hat Slaverò noch das Gesicht, zu Siton zu gehen und den Kaufpreis für Nina einzufordern, um heimreisen zu können. Garbinello begibt sich indessen zu Tura, um Nina für den Streich, den er Resca zu spielen gedenkt, gewinnen zu können. Die List ist jedoch nicht mehr nötig, da sich Nina als Tochter Turas als Frau aus gutem Hause erwiesen hat.
Szenen 10–15
Da Tura inzwischen mit Maregale die Hochzeit von Siton und Nina arrangiert hat, ist für Resca Garbinellos Lügengeschichte aufgeflogen. Sie ist deshalb sehr schlecht auf Garbinello zu sprechen. Garbinello ist davon unterrichtet und weiß, dass er sich bei der Hochzeit nicht blicken lassen kann. Als Resca eintrifft, muss er Turas Haus verlassen. Auch Garbugio nimmt nicht an der Hochzeit Ninas und Sitons teil, da er währenddessen Ghetta heiratet. Schließlich erblickt Garbinello Slaverò und Bertevello, die sich, wie Garbinello seltsamerweise im Voraus weiß, die Truhe zurückfordern wollen. Garbinello will ihnen zusammen mit Daldura einen Streich spielen, so dass Slaverò und Bertevello leer ausgehen und er am Ende der Besitzer der Truhe ist. Bertevello befindet sich in Begleitung Slaveròs, da sich Slavero ihm als der „rechtmäßige“ Besitzer der Truhe zu erkennen gegeben hat und einen Schwur leisten musste, ihm die Hälfte des Inhalts der Truhe zu überlassen. Als Bertevello das Haus Turas betritt, taucht plötzlich Slaveròs Komplize auf, der von der Übergabe der Truhe erfahren hat, schmeichelt Salverò und rechtfertigt durch Beschönigungen seinen Verrat an ihm. Da Slaverò Bertevello gegenüber einen Meineid geschworen hat und in Wirklichkeit nicht daran denkt, die Beute mit diesem zu teilen, bindet Slaverò seinen Komplizen in seine Pläne ein – nicht jedoch, weil er sich von ihm hat erweichen lassen, sondern da er auch diesen zu überlisten gedenkt. Der Streich, den Garbinello zusammen mit Daldura Slaverò spielen möchte, besteht darin, zu versuchen, diesem Angst einzujagen, indem er vortäuscht, dass sich die Hochzeitsgesellschaft bzw. Tura angesichts der Anwesenheit Slaveròs Vorbereitungen trifft, ihn zu lynchen. Slaverò, der sich im Gegensatz zu seinem Komplizen nicht von Garbinello beirren lässt, fragt diesen, was im Hause vor sich gehe. Garbinello antwortet ihm, dass Nina ihm Rache geschworen habe. Er warnt Slaverò, alle Freunde und Verwandten Ninas würden sich in Turas Haus einfinden, um Ninas Willen zu vollstrecken. In Wirklichkeit handelt es sich bei der Zusammenkunft für die Beteiligten um einen freudigen Anlass, nämlich um die Hochzeit Sitons und Ninas. Daldura eilt indessen zur Kirche – angeblich, um die Glocken läuten zu lassen, damit Slaverò kein zweites Mal entwische. Am Ende ergreift Slaverò die Flucht. (Die Szene erinnert übrigens an Szene neun des vierten Aktes in Ariosts La Cassaria, in der Fulcio den Kuppler Lucranio in die Flucht treibt, indem er diesem weismacht, der Pascha ließe nach ihm suchen, um ihn hinrichten zu lassen). Infolgedessen befindet sich Bertevello, der Tura Slaverò als rechtmäßigen Besitzer der Truhe vorzustellen gedachte, schließlich in einer misslichen Lage. Tura teilt schließlich den Inhalt der Truhe unter Bertevello, Garbinello und Daldura auf. Bevor das Theaterstück endet, betreten alle der Reihe nach Turas Haus, als Letztes Garbinello, der sich, bevor er das Haus betritt, an das Publikum wendet und ihm die Hoffnung nimmt, die Aufteilung der Beute mitzuerleben. Stattdessen solle das Publikum laut schreien, um Slaverò Glauben zu machen, dass es sich bei dem Publikum um die Freunde und Verwandten Ninas handelte, und diesen auf diese Weise davon abzuhalten, zurückzukehren bzw. doch noch seinen Anteil zu fordern.

## Literarische Einflüsse
- Im Gegensatz zum restlichen Werk von Ruzante orientiert sich La Piovana stark an altrömischen Komödien, vor allem an Plautus’ Rudens (~ 211 v. Chr.) und Mercator (212–210 v. Chr.).

### Plautus’RudensundMercator
- Die Szene, in der der Fischer Bertevello in seinem Fischernetz eine Truhe findet, die der Kuppler Slaverò bzw. Nina verloren hatte und davon träumt, sich mit dem Geld ein Stück Land zu kaufen und einen eigenen Hof zu betreiben, erinnert an die Freude, die der Sklave Gripus in Plautus’ Komödie Rudens darüber empfindet, im Meer eine Truhe gefunden zu haben und an dessen Traum vom Aufstieg zu einem mächtigen Herrn vermittels des gefundenen Vermögens.[2]
- Eine Parallele zwischen La Piovana und Mercator besteht im Verhältnis der Eheleute Maregale und Resca bzw. Lysimachus und Dorippa zueinander. Maregale und Lysimachus sind jeweils mit einer zänkischen Frau verheiratet. Sowohl Maregale als auch Lysimachus haben ihre Frau jeweils wegen der hohen Mitgift geehelicht, dies allerdings hinterher bereut. Eine weitere Anleihe besteht darin, dass Lysimachus wie Maregale eine junge Frau bei sich verstecken, um einem Freund einen Gefallen zu tun. Ähnlich wie Resca kehrt Dorippa unerwartet von ihrem Landhaus zurück, während in Lysimachus’ Haus ein Koch sich gerade dazu anschickt, ein Festmahl zuzubereiten. In beiden Komödien ist die Ehefrau über ihren Ehemann erzürnt, da sie glaubt, ihr Ehemann betrüge sie mit der jungen Frau. Am Ende der beiden Komödien erfährt die Ehefrau jeweils die Wahrheit über die junge Frau und versöhnt sich schließlich mit ihrem Ehemann.[3]
- In La Piovana begibt sich Slaverò in die Kirche, um die ihm entlaufenen Sklavinnen wieder in seine Gewalt zu bringen. Garbuglio alarmiert die Bevölkerung, um die beiden Frauen zu retten, es würden Lutheraner die Kirche plündern, worauf Tura Bauern, um sich schart, um die Kirche zu stürmen und die vermeintlichen Lutheraner zu fassen. In Rudens gelingt es dem Zuhälter und seinem Komplizen in den Tempel der Venus einzudringen. Der Zuhälter versucht, die in den Tempel geflüchteten Mädchen fortzuzerren und schlägt die Priesterin des Tempels nieder. Ihm bietet ähnlich wie Tura in La Piovana ein alter Mann und der Geliebte eines der Mädchen Einhalt.[4]

### Sonstige
- Plautus’ Pseudolus (191 v. Chr.) und Miles Gloriosus (~ 206 v. Chr.)
- Terenz’ Heautontimorumenos (163 v. Chr.)
- Ciceros De officiis (44 v. Chr.)
- Dantes Convivio (1304–1307)
- Boccaccios Decamerone (~1349–1353)
- Ariosts La Cassaria (1508)
- Bibbienas La Calandria (1513)
- Machiavellis Clizia (1526)